# Let Me Up (I've Had Enough)
Let Me Up (I've Had Enough) es el séptimo álbum de estudio del grupo estadounidense Tom Petty and the Heartbreakers, publicado por la compañía discográfica MCA Records en abril de 1987. El álbum incluyó una mayor colaboración entre Petty y Campbell a nivel compositivo, en contraposición a anteriores trabajos. Es también notable por ser el único álbum de estudio no representado en el recopilatorio Greatest Hits en 1993, aunque el sencillo "Jammin' Me", coescrito con Bob Dylan, llegó al número uno en la lista Mainstream Rock Tracks, posición en la que se mantuvo cuatro semanas. "Jammin' Me" fue posteriormente incluida en el álbum Anthology: Through the Years.

## Lista de canciones
Todas las canciones escritas y compuestas por Tom Petty excepto donde se anota. 
| N.º | Título                        | Escritor(es)                        | Duración |  |
| 1.  | «Jammin' Me»                  | Tom Petty, Bob Dylan, Mike Campbell | 4:09     |  |
| 2.  | «Runaway Trains»              | Tom Petty, Mike Campbell            | 5:13     |  |
| 3.  | «The Damage You've Done»      |                                     | 3:53     |  |
| 4.  | «It'll All Work Out»          |                                     | 3:11     |  |
| 5.  | «My Life/Your World»          | Tom Petty, Mike Campbell            | 4:40     |  |
| 6.  | «Think About Me»              |                                     | 3:45     |  |
| 7.  | «All Mixed Up»                | Tom Petty, Mike Campbell            | 3:42     |  |
| 8.  | «A Self-Made Man»             |                                     | 3:02     |  |
| 9.  | «Ain't Love Strange»          |                                     | 2:40     |  |
| 10. | «How Many More Days»          |                                     | 3:18     |  |
| 11. | «Let Me Up (I've Had Enough)» | Tom Petty, Mike Campbell            | 3:31     |  |

## Personal
- Tom Petty: voz, guitarra, bajo y coros
- Mike Campbell: guitarra acústica, dobro, bajo, teclados, ukelele, mandolina, guitarra slide y percusión
- Howie Epstein: bajo y coros
- Benmont Tench: piano, órgano Hammond y Vox, vibráfono y sintetizador
- Stan Lynch: batería y percusión

## Posición en listas
| País           | Lista                   | Posición |
| -------------- | ----------------------- | -------- |
| Estados Unidos | Billboard 200           | 20       |
| Nueva Zelanda  | New Zealand Music Chart | 23       |
| Reino Unido    | UK Albums Chart         | 59       |
| Suecia         | Swedish Albums Chart    | 15       |